# Кодекс Бергшамара
Кодекс Бергшамара (Бергсхаммарский гербовник; швед. Bergshammarvapenbok «Гербовник Бергшаммара») — гербовник, созданный в 1441–1456 годах неизвестным герольдом из «Бургундской геральдической коллегии» на основе нескольких гербовников, в основном Гелре, Золотого руна и Линцениха.
Пергаментная рукопись содержит более 3000 гербов, на которых изображены наиболее знатные европейские дворяне, с акцентом на Священную Римскую империю, Францию и Англию. В начале нескольких разделов приведены рисунки основателей династий в окружении гербов его четырех предков (родителей и двух бабушек). Такое оформление схоже с гербовниками Гелре , Линцениха и Золотого руна. Кодекс Бергшамара предположительно был создан в южных Нидерландах. Об изготовителе и целях создания ничего не известно.
Книга содержит 162 страницы с подписями к рисункам на шведском языке. В большинстве случаев (более 85%) гербы идентифицируются по фамилии, личному имени владельца или территории. Кодекс создан в Брабанте (Бургундские Нидерланды) в 1441–1456 годах.
Рукопись хранится в Государственном архиве Швеции.